# دوري المقاطعات الشمالي الغربي 1985–86
دوري المقاطعات الشمالي الغربي 1985–86 هو موسم من دوري المقاطعات الشمالي الغربي. فاز فيه Clitheroe F.C. ‏.